# Жижемский, Семён Данилович
Князь Семён Данилович Жижемский (? — после 1581) — без удельный князь, наместник и воевода во времена правления Ивана IV Васильевича Грозного.
Из княжеского рода Жижемские (Рюриковичи). Единственный сын князя Данилы Михайловича Жижемского, про которого известно что он служил в Литве и там остался, а сын князь Семён Данилович перешел из Литвы на службу к великим князьям московским.

## Биография
Дозорец, писарь белозерский. В 1572 году воевода в Шацке.
В 1576-1577 годах — наместник и осадный воевода в Шацке.
В 1579 году находился на воеводстве в Новосиле. В 1580 году послан шестым воеводою в Торопец с наказом о городовом деле.
В 1581-1582 годах осадный воевода в городе Орёл.